# Mary Kies
Mary Dixon Kies (ur. 21 marca 1752 w Killingly, Connecticut, zm. w 1837 w Nowym Jorku), pierwsza Amerykanka, która otrzymała patent na wynalazek (wynalezienie techniki tkania słomy z jedwabiem i przędzą).
Urodziła się w rodzinie, pochodzącej z Irlandii (Ulster). Z pierwszego małżeństwa z Isaac'kiem Pike'm miała syna. Po śmierci męża wyszła ponownie za mąż za Johna Kies'a. Gdy w 1813 owdowiała ponownie, przeniosła się do Nowego Jorku.
Okres wojen napoleońskich spowodował zatrzymanie importu kapeluszy z Europy do USA. Prezydent James Madison starał się ożywić przemysł amerykański, aby zastąpić utracone produkty europejskie. Mary Kies wykorzystała wcześniejszy nieopatentowany wynalazek Betsy Metcalf, która w 1798 wynalazła technikę wyrabiania damskich kapeluszy ze słomy. Mary znacznie ulepszyła ten proces wytwarzania i obniżyła koszty produkcji kapeluszy. 5 maja 1809 opatentowała swój wynalazek jako pierwsza kobieta w USA. Już w rok później wartość produkcji kapeluszy tylko w Massachusetts przekroczyła 4,7 milionów dolarów (dzisiejszych). Mary Kies nie mogła jednak egzekwować swoich praw patentowych i zmarła w biedzie.